# Bel Air (Seychelles)
Bel Air è uno dei 26 distretti delle Seychelles.

## Geografia
Il distretto comprende la parte più meridionale dell'isola di Mahé - la più grande dell'arcipelago africano - e ospita una popolazione complessiva di 2.589 abitanti (censimento del 2002). 
Il villaggio di Bel Air è il capoluogo di regione. Agricoltura, pesca e turismo sono le attività economiche prevalenti.